# Gioiosa Marea
Gioiosa Marea es una localidad italiana de la provincia de Mesina, región de Sicilia, con 7.238 habitantes.

Ubicación de la ciudad de Gioiosa Marea dentro de la provincia de Mesina.

## Evolución demográfica
| Gráfica de evolución demográfica de Gioiosa Marea entre 1861 y 2001 |
|                                                                     |
| Fuente ISTAT - Elaboración gráfica por parte de Wikipedia           |